# Nejc Pečnik
Nejc Pečnik (født 3. januar 1986) er en slovensk fodboldspiller. Han står noteret for 25 kampe og seks scoringer for Sloveniens landshold.

## Sloveniens fodboldlandshold
| Sloveniens landshold | Sloveniens landshold | Sloveniens landshold |
| År                   | Kmp                  | Mål                  |
| -------------------- | -------------------- | -------------------- |
| 2009                 | 7                    | 2                    |
| 2010                 | 3                    | 0                    |
| 2011                 | 4                    | 0                    |
| 2012                 | 3                    | 2                    |
| 2013                 | 3                    | 0                    |
| 2014                 | 6                    | 0                    |
| 2015                 | 6                    | 2                    |
| Total                | 32                   | 6                    |